# FINA Water Polo World Cup 2023 (maschile)
La Coppa del Mondo maschile di pallanuoto 2023 è stata la 17ª edizione della manifestazione organizzata dalla FINA. 

## Squadre partecipanti
- Australia
- Croazia
- Francia
- Georgia
- Giappone
- Grecia
- Italia
- Montenegro
- Serbia
- Spagna
- Stati Uniti
- Ungheria

## Formula
Le 12 squadre partecipanti alla prima divisione, vengono suddivise in due gironi da sei squadre ciascuno. Ciascuna squadra affronta le altre cinque incluse nel proprio girone una sola volta, per un totale di cinque partite per ciascuna squadra. Alla fine di tale fase le prime 3 squadre di ogni girone si scontano in una super finale, a cui partecipano anche le 2 squadre vincenti della seconda divisione. Le ultime dei 2 gironi di prima divisione, retrocedono nella seconda divisione per l'edizione successiva.

## Turno preliminare

### Gruppo A
|   | Squadra     | Pts | G | V | N | P | GF | GS | DR  |
| - | ----------- | --- | - | - | - | - | -- | -- | --- |
| 1 | Italia      | 15  | 5 | 5 | 0 | 0 | 63 | 46 | +17 |
| 2 | Stati Uniti | 9   | 5 | 3 | 0 | 2 | 64 | 61 | +3  |
| 3 | Ungheria    | 9   | 5 | 3 | 0 | 2 | 57 | 47 | +10 |
| 4 | Croazia     | 9   | 5 | 3 | 0 | 2 | 65 | 56 | +11 |
| 5 | Giappone    | 3   | 5 | 1 | 0 | 4 | 51 | 72 | -21 |
| 6 | Francia     | 0   | 5 | 0 | 0 | 5 | 45 | 63 | -18 |

8 marzo
| Italia  | 13 - 7  | Giappone    |
| Croazia | 16 - 14 | Stati Uniti |
| Francia | 6 - 10  | Ungheria    |

9 marzo
| Croazia     | 12 - 7  | Francia  |
| Stati Uniti | 13 - 11 | Giappone |
| Ungheria    | 8 - 9   | Italia   |

11 marzo
| Francia  | 9 - 12  | Stati Uniti |
| Italia   | 14 - 13 | Croazia     |
| Giappone | 7 - 17  | Ungheria    |

12 marzo
| Croazia     | 14 - 8 | Giappone |
| Francia     | 8 - 11 | Italia   |
| Stati Uniti | 15 - 9 | Ungheria |

13 marzo
| Giappone | 18 - 15 | Francia     |
| Ungheria | 13 - 10 | Croazia     |
| Italia   | 16 - 10 | Stati Uniti |

### Gruppo B
|   | Squadra    | Pts | G | V | N | P | GF | GS | DR  |
| - | ---------- | --- | - | - | - | - | -- | -- | --- |
| 1 | Spagna     | 13  | 5 | 4 | 0 | 1 | 72 | 46 | +26 |
| 2 | Grecia     | 9   | 5 | 3 | 0 | 2 | 68 | 45 | +23 |
| 3 | Serbia     | 9   | 5 | 3 | 0 | 2 | 71 | 67 | +4  |
| 4 | Montenegro | 9   | 5 | 3 | 0 | 2 | 48 | 51 | -3  |
| 5 | Georgia    | 5   | 5 | 2 | 0 | 3 | 65 | 84 | -19 |
| 6 | Australia  | 0   | 5 | 0 | 0 | 5 | 42 | 73 | -31 |

8 marzo
| Australia  | 6 - 10  | Serbia  |
| Grecia     | 8 - 11  | Spagna  |
| Montenegro | 13 - 12 | Georgia |

9 marzo
| Montenegro | 6 - 10  | Spagna    |
| Georgia    | 13 - 12 | Australia |
| Serbia     | 14 - 16 | Grecia    |

11 marzo
| Spagna     | 20 - 10 | Georgia   |
| Montenegro | 9 - 11  | Serbia    |
| Grecia     | 20 - 5  | Australia |

12 marzo
| Montenegro | 12 -11 | Australia |
| Spagna     | 13 -14 | Serbia    |
| Grecia     | 17 - 7 | Georgia   |

13 marzo
| Australia  | 8 - 18  | Spagna |
| Georgia    | 23 - 22 | Serbia |
| Montenegro | 8 - 7   | Grecia |

## Fase finale
La fase finale si è disputata dal 30 giugno al 3 luglio a Los Angeles. Alle sei squadre provenienti dai primi 3 posti dei 2 gironi di prima divisione, sono state aggiunte le 2 squadre vincitrici della seconda divisione (Germania e Romania) che sono andate ad affrontare le prime classificate dei 2 gironi di prima divisione.

### Tabellone
|  | Quarti di finale | Quarti di finale |        |             | Semifinali                | Semifinali                |  |  | Finale | Finale |
|  |                  |                  |        |             |                           |                           |  |  |        |        |
|  |                  |                  |        |             |                           |                           |  |  |        |        |
|  |                  |                  |        |             |                           |                           |  |  |        |        |
|  | Germania         | 9                |        |             |                           |                           |  |  |        |        |
|  | Germania         | 9                |        |             |                           |                           |  |  |        |        |
|  | Spagna           | 18               |        |             |                           |                           |  |  |        |        |
|  | Spagna           | 18               | Spagna | 10          |                           |                           |  |  |        |        |
|  |                  |                  | Spagna | 10          |                           |                           |  |  |        |        |
|  |                  | Ungheria         | 8      |             |                           |                           |  |  |        |        |
|  | Ungheria         | Ungheria         | 8      | 6           |                           |                           |  |  |        |        |
|  | Ungheria         |                  |        | 6           |                           |                           |  |  |        |        |
|  | Grecia           | 4                |        |             |                           |                           |  |  |        |        |
|  | Grecia           | 4                | Spagna | 10          |                           |                           |  |  |        |        |
|  |                  |                  | Spagna | 10          |                           |                           |  |  |        |        |
|  |                  | Italia           | 4      |             |                           |                           |  |  |        |        |
|  | Italia           | Italia           | 4      | 20          |                           |                           |  |  |        |        |
|  | Italia           |                  |        | 20          |                           |                           |  |  |        |        |
|  | Romania          | 2                |        |             |                           |                           |  |  |        |        |
|  | Romania          | 2                | Italia | 15          | Finale per il terzo posto | Finale per il terzo posto |  |  |        |        |
|  |                  |                  | Italia | 15          | Finale per il terzo posto | Finale per il terzo posto |  |  |        |        |
|  |                  | Stati Uniti      | 12     |             |                           |                           |  |  |        |        |
|  | Serbia           | Stati Uniti      | 12     | 9           | Ungheria                  | 13                        |  |  |        |        |
|  | Serbia           |                  |        | 9           | Ungheria                  | 13                        |  |  |        |        |
|  | Stati Uniti      | 10               |        | Stati Uniti | 14                        |                           |  |  |        |        |
|  | Stati Uniti      | 10               |        |             | 14                        |                           |  |  |        |        |
|  |                  |                  |        |             |                           |                           |  |  |        |        |
|  |                  |                  |        |             |                           |                           |  |  |        |        |

### Classifica Finale
| Pos. | Squadra     |
| ---- | ----------- |
|      | Spagna      |
|      | Italia      |
|      | Stati Uniti |
| 4    | Ungheria    |
| 5    | Grecia      |
| 6    | Romania     |
| 7    | Serbia      |
| 8    | Germania    |